# Jourdain Fantosme
Jourdain Fantosme, Jordan Fantosme en anglais, est un  historien et chroniqueur anglo-normand qui a écrit entre 1158 et 1174.
Jourdain Fantosme, qui était le chancelier spirituel du diocèse de Winchester, est l’auteur d’une Chronique de la guerre entre les Anglais et les Écossais, en 1173 et 1174 de 2 071, composée en 1174. Jourdain Fantosme ayant été personnellement impliqué dans cette période du règne d’Henri II qui a vu ses deux fils, Richard Cœur de Lion et Jean sans Terre, impatients d’hériter de leur père, se rebeller contre lui avec l'appui de leur mère, du roi de France, du roi Guillaume Ier d’Écosse et des comtes de Blois, de Boulogne et de Flandre, et surtout dans la rébellion de Robert Blanchemains, comte de Leicester et l’invasion du Northumberland par les Flamands et leur défaite à la bataille de Bury St Edmunds.
Les détails sur ces deux années fournis par cette chronique sont intéressants car Jourdain Fantosme assure son lectorat de sa présence à nombre des événements qu’il rapporte effectivement avec un luxe de détails sans pour autant sacrifier au style vigoureux qui caractérise sa narration. Ainsi, il rapporte que la comtesse de Leicester 

« Enz en mi le betumei ses aneux i oublie

Jamés ne serrunt trovez en trestute sa vie »

Or cette bague a été retrouvée au XIXe siècle.

## Œuvre
- Chronique de la guerre entre Henri II et son fils aîné, en 1173 et 1174, [S.n.s.l.], 1800-1899?
- (en) Jordan Fantosme’s Chronicle, Éd. Ronald Carlyle Johnston, Oxford  ; New York, Clarendon Press  ; Oxford University Press, 1981  (ISBN 0198157584)

### Sources
- Philip E. Bennett, « La Chronique de Jordan Fantosme : Épique et public lettré au XIIe siècle », Cahiers de Civilisation Médiévale (Xe – XIIe siècles), 1997 Jan-Mar ; 40: 37-56
- (en) Ronald Carlyle Johnston, The versification of Jordan Fantosme, Oxford, Blackwell, 1974
- (en) Ronald Carlyle Johnston, « Jordan Fantosme’s Chronicle : A Postscript », Forum for Modern Language Studies, 1981 Oct. ; 17 (4): 373-374
- (en) Ronald Carlyle Johnston, « Matthew Paris, Jordan Fantosme and Anglo-Norman Versification », Mélanges de langue et littérature françaises du Moyen Âge et de la Renaissance offerts à Monsieur Charles Foulon, professeur de langue et littérature françaises du Moyen Age et de la Renaissance, par ses collègues, ses élèves et ses amis, Rennes, Inst. de Fr., 1980, pp. 165-75
- (en) Anthony Lodge, « Literature and History in the Chronicle of Jordan Fantosme », French Studies : A Quarterly Review, 1990 July ; 44 (3): 257-270
- (en) Iain Macdonald, « The Chronicle of Jordan Fantosme: Manuscripts, Author, and Versification », Studies in Medieval French, Presented to Alfred Ewert in Honour of His Seventieth Birthday, pp. 242-258
- (en) Joseph Stevenson, The Church historians of England, London, Seeleys, 1853-1858